# سفارة هولندا في لندن
سفارة مملكة هولندا في لندن هي البعثة الدبلوماسية لهولندا في المملكة المتحدة.
تقع السفارة حاليًا في مبنى قصر من الطوب الأحمر عند بوابة هايد بارك، والتي تشغلها منذ عام 1953. أفيد في عام 2013 أن السفارة كانت تخطط للانتقال إلى مبنى جديد في ناين إلمز. في عام 2019، تم بيع الموقع في Nine Elms من قبل الحكومة الهولندية، دون بناء سفارة.

## معرض صور

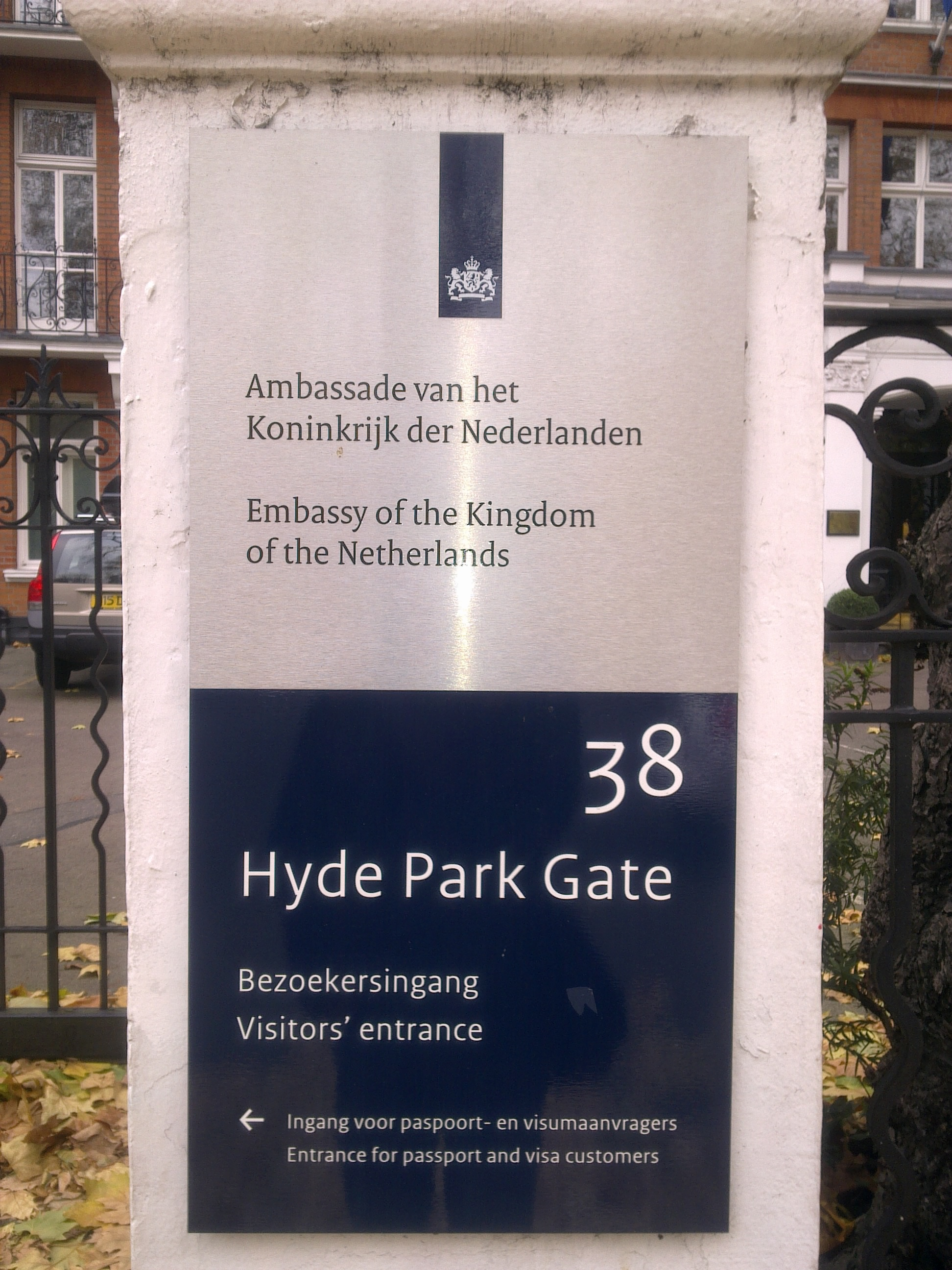
لوحة خارج السفارة باللغتين الهولندية والإنجليزية تصور شعار النبالة لهولندا
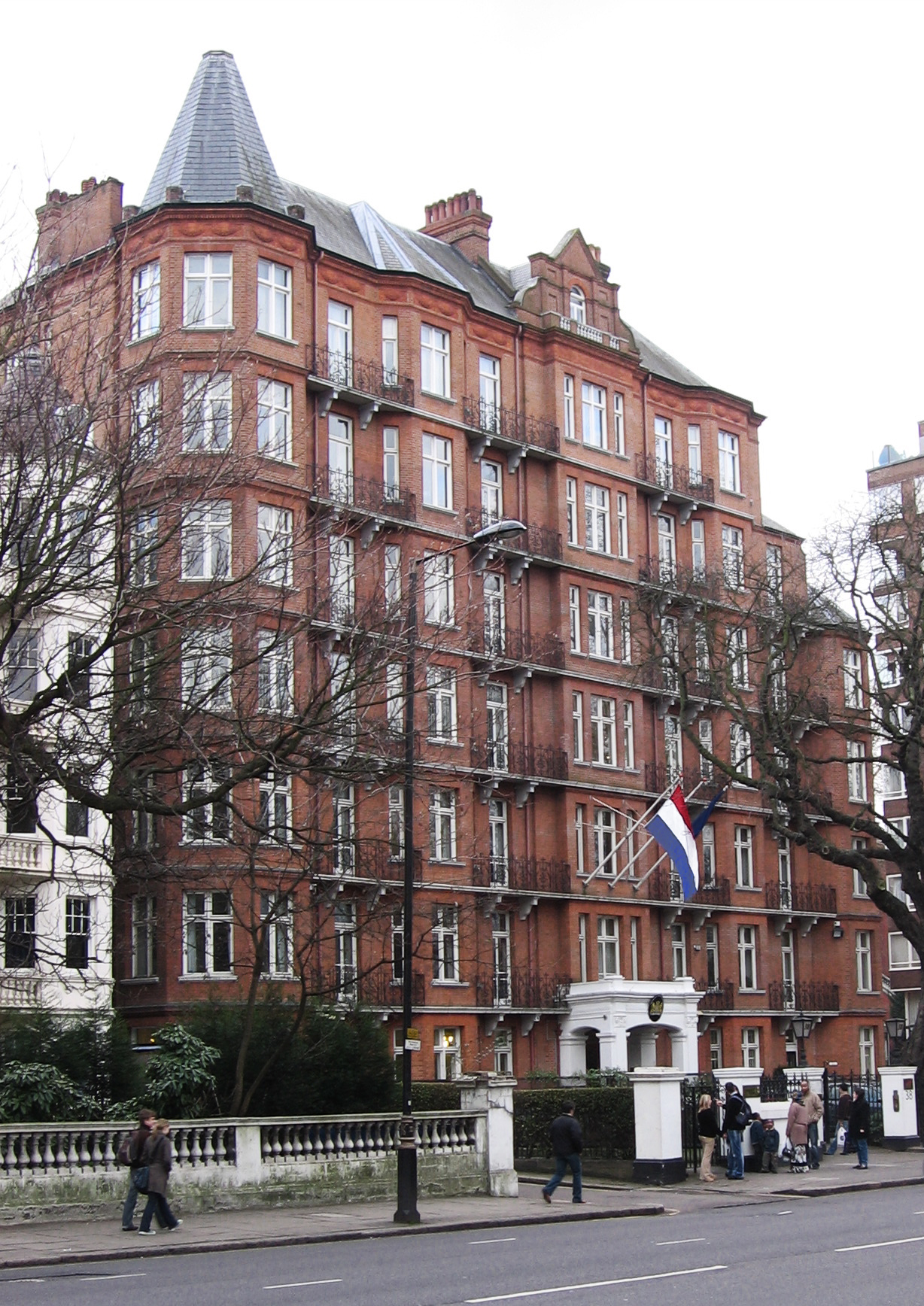
السفارة

## أنظر أيضا
- العلاقات بين هولندا والمملكة المتحدة

## روابط خارجية
- سفارة مملكة هولندا في لندن، الموقع الرسمي.